# Шашечница матурна
Шашечница матурна, или шашечница большая (лат. Euphydryas maturna) — дневная бабочка из семейства Nymphalidae.

## Описание
Длина переднего крыла 17—24 мм, размах крыльев 35—42 мм.

## Этимология латинского названия
Maturna (с латинского) — ранняя.

## Распространение
Центральная и Восточная Европа, Кавказ, Урал, Юго-восточный (Джунгарский Алатау) и Восточный (хребты Саур, Курчумский, Нарымский и Южный Алтай) Казахстан, Западная и Южная Сибирь, Забайкалье, Монголия, Северо-западный Китай.
Локальный обитатель умеренной зоны в Восточной Европе. В последние десятилетия ареал в Центральной и Юго-Восточной Европе сократился. В Польше достоверно вид обитает исключительно в районе Вроцлава и в Беловежской пуще. На юго-западе региона локально вид встречается по Карпатским горам от Словакии до Румынии. На Украине вид пока является обычным в Закарпатье и есть данные о находках особей в северо-западном Прикарпатье. Шашечница матурна всё ещё встречается местами в Северной Украине, а многие популяции из Центральной и Восточной Украины либо вымерли, либо находятся в состоянии депрессии. В Беларуси, Балтийских странах и большей части Средней России (кроме Московской области) вид довольно обычен, хоть и локален. На востоке данной территории вид встречается на территории от Северного до Южного Урала.
На юге России шашечница матурна крайне редко и локально встречается в Среднем и Нижнем Поволжье, в Ростовской области и на севере Кавказских гор в Ставропольском крае.
Вид исчез в Бельгии и Люксембурге и находится на грани исчезновения в Польше, Германии, Чехии, Франции, Швеции, Австрии.
Населяет сырые заболоченные леса, лесные опушки, встречается вдоль дорог по заболоченным сосновым и лиственным лесам. Также заселяет влажные разнотравные луга, примыкающие к верховым болотам. На Кавказе встречается на лугах в смешанных лесах на высотах 700—1300 м над уровнем моря.

## Подвиды
Вид шашечница матурна различает два подвида:
- Euphydryas maturna maturna (Linnaeus, 1758)

Распространён в Северной и Центральной Европе.
- Euphydryas maturna staudingeri (Wnukowsky, 1929)

Встречается в Сибири, Алтае, Забайкалье, Джунгарский Алатау, Монголии и на северо-западе Китая.

## Биология
Вид развивается в одном поколении за год. При этом сроки лета довольно растянуты: в центре и на юге Восточной Европы бабочки встречаются в конце мая — июне, а на севере лёт смещается на июль.
Самка откладывает яйца по 30—40 штук на обратную сторону листьев кормовых растений. Всего самка может отложить до 200 яиц. В молодом возрасте гусеницы держатся группой, скелетируя верхушечные листья. Зимуют вместе в сплетении листьев кормовых растений. После зимовки ведут одиночный образ жизни. Интересная особенность в питании гусениц: до зимовки они питаются на кустарниках и подросте ясеня, тополей, осин и ив, а после зимовки переходят на различные виды травянистых растений (чаще из семейства губоцветных). Стадия куколки длится 12 дней.

### Кормовые растения
Гусеница питается листьями следующих растений: берёза (Betula), ива (Salix), ясень обыкновенный (Fraxinus excelsior), вероника длиннолистная (Veronica longifolia), марьянник лесной (Melampyrum sylvaticum), калина обыкновенная (Viburnum opulus), жимолость обыкновенная (Lonicera xylosteum), жимолость синяя камчатская (Lonicera coerulea), жимолость каприфоль (Lonicera caprifolium), скабиоза (Scabiosa), вероника (Veronica), шалфей (Salvia), подорожник (Plantago), фиалка (Viola) и наперстянка (Digitalis)., бирючина, Plantago lanceolata — подорожник ланцетовидный, Plantago sp. — подорожник, ива козья, Scabiosa sp. — скабиоза, Succisa pratensis — сивец луговой, Veronica chamaedrys — вероника дубравная.

## Охрана
Вид включён в красный перечень IUCN.
В Красной книге Международного союза охраны природы (МСОП) вид имеет 3 категорию охраны (VU — уязвимый таксон, находящиеся под угрозой исчезновения в перспективе, в силу морфофизиологических и/или поведенческих особенностей, делающих их уязвимыми при любых, даже незначительных, изменениях окружающей среды).
Включён в «Красную книгу Европейских дневных бабочек» с категорией SPEC3 — вид, обитающий как в Европе, так и за её пределами, но находящийся на территории Европы под угрозой исчезновения.
Включён в Красные книги Беларуси (2004) (3 категория), Московской области России (1998) (2). Также вид охраняется в Финляндии, Словакии и Венгрии.